# Кабаница (народна ношња)
Кабаница је део српске народне ношње и врста горњег хаљетка који се носио преко остале одеће, у циљу заштите од хладноће и атмосферских падавина. Она се сврстава у стајаће зимско одело. Најчешће су је носили мушкарци, али се јавља и као део народне ношње које су носиле младе при удаји, при чему је кабаница имала посебну улогу у ритуалу.

## Изглед
Кабаница се кројила из више делова, са посебним покривалом за главу (капуљачом-јакицом или великим оковратником). По правилу биле су без рукава, али било их је и са рукавима. Кројене су најчешће од сукна, пре свега црвене, а ређе плаве, црне и беле боје. Црвене кабанице познате су и као крмезне кабанице.
По крајевима кабанице су биле украшаване црним гајтанима.

## Терминологија и порекло
Порекло речи: деминутив од речи кабан - реч романског порекла, од италијанске речи gabbano, по једном мишљењу, а по другом је то термин из персијског језика и потиче од речи - каба - доспеле преко средњовековног латинског - (cabunus) и касније преко италијанског (gabbano).
Препознатљив је део ужичке народне ношње, али је ношена и у Јадру, Рађевини, у ваљевском крају, па и читавој југозападној Србији, Старом Влаху и Црној Гори, али и у Београдској Посавини. Њена широка употреба, као и миграције становништва, указују да је потекла из динарске народне ношње.

## Улога кабанице

#### Свакодневна употреба
Кабаница се носиле преко остале одеће, ради заштите од хладноће и атмосферских падавина. Носили су је трговци и рабаџије, а изношене кабанице често су огртали пастири. 

#### Посебне прилике и улоге
У оквиру ношње у Београдској Посавини црвена кабаница представља зимску свечану хаљину која је била прављена од белог сукна које је накнадно бојено у броћу. Била је дугачака до колена са широким рукавима, јакицом и била је опточена гајтаном. У овом крају углавном су их правиле жене.
Поред свечане употребе, ношена је при зимским, односно хладнијим условима и у неким крајевима остала препозантљива по устаницима/хајдуцима који су имали потребу да је често носе.
Кабаница се појављује и у женској народној ношњи младе при удаји, тачније у невестињској ношњи. И у ваљевском крају младе су носиле кабаницу. Носе је на путу од младине до младожењине куће. У виду заштите кроз цео ритуал венчања, као и хладноће.